# Église Sainte-Catherine de Żejtun
 (décembre 2015).
Si vous disposez d'ouvrages ou d'articles de référence ou si vous connaissez des sites web de qualité traitant du thème abordé ici, merci de compléter l'article en donnant les références utiles à sa vérifiabilité et en les liant à la section « Notes et références ».
Pour les articles homonymes, voir Église Sainte-Catherine.
L'église Sainte-Catherine  est une église catholique construite en 1661 et située à Żejtun, à Malte.